# Cruciata
Cruciata é um género botânico pertencente à família Rubiaceae.